# برگواردو
برگواردو (به ایتالیایی: Bereguardo) یک کومونه در ایتالیا است که در استان پاویا واقع شده‌است.

## خصوصیات
برگواردو ۱۷٫۷ کیلومترمربع مساحت و ۲٬۸۱۶ نفر جمعیت دارد و ۹۸ متر بالاتر از سطح دریا واقع شده‌است.